# Telipogon minutiflorus
Telipogon minutiflorus là một loài thực vật có hoa trong họ Lan. Loài này được Kraenzl. miêu tả khoa học đầu tiên năm 1920.